# شهرستان برلینگتون (نیوجرسی)
شهرستان برلینگتون، نیوجرسی (به انگلیسی: Burlington County, New Jersey) یک سکونتگاه مسکونی در ایالات متحده آمریکا است که در نیوجرسی واقع شده‌است.